# Podziemnica cieniolubna
Podziemnica cieniolubna (Lasius umbratus) – gatunek mrówki z podrodziny Formicinae. 
Gatunek południowopalearktyczny, występujący w prawie całej Polsce. Zasiedla wilgotne lasy, zarośla, ogrody i umiarkowanie wilgotne łąki. Prowadzi podziemny tryb życia i buduje gniazda głęboko, pod korzeniami drzew a także pod podmurówkami budynków.
Podziemnica cieniolubna ma kolor żółty lub czerwonożółty i jest pokryta drobnymi jasnymi włoskami. Robotnice mają wielkość 4–5 mm natomiast królowa około 7–8 mm. Samce o znacznie ciemniejszym kolorze również mają wielkość 4–5 mm.
Rójka odbywa się od lipca do września.

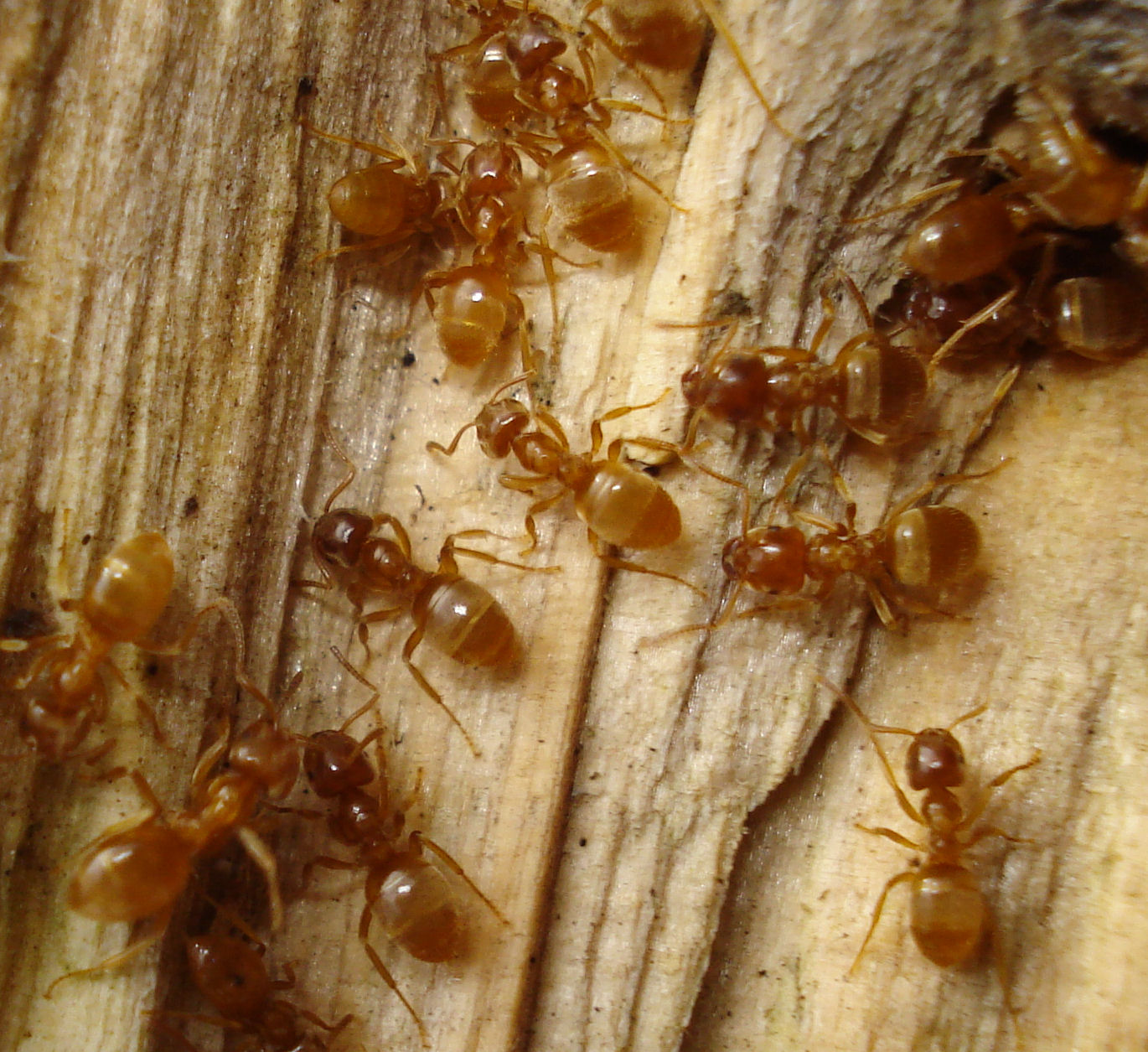
Robotnice